# Mecostibus minor
Mecostibus minor is een rechtvleugelig insect uit de familie Lentulidae. De wetenschappelijke naam van deze soort is voor het eerst geldig gepubliceerd in 1910 door Bruner.